# Manhuaçu
Manhuaçu é um município brasileiro do estado de Minas Gerais, Região Sudeste do país. Sua população foi estimada em 96 545 habitantes em 2024.

## Etimologia
O topônimo Manhuaçu é de origem tupi. Segundo o historiador Teodoro Fernandes Sampaio, significa "chuva grande", com base na junção dos termos aman'y e asu. Já o tupinólogo Eduardo de Almeida Navarro afirma que o termo talvez provenha de amynyîûasu, termo tupi que significa "algodoeiros grandes" (amynynîu, algodoeiro + ûasu, grande).
Outros confirmam o história que Manhu é igual a "rio" ou "chuva" e que Açu significa "grande": ou seja, "Manhuaçu" significaria "Rio Grande" ou "Chuva Grande".

## História

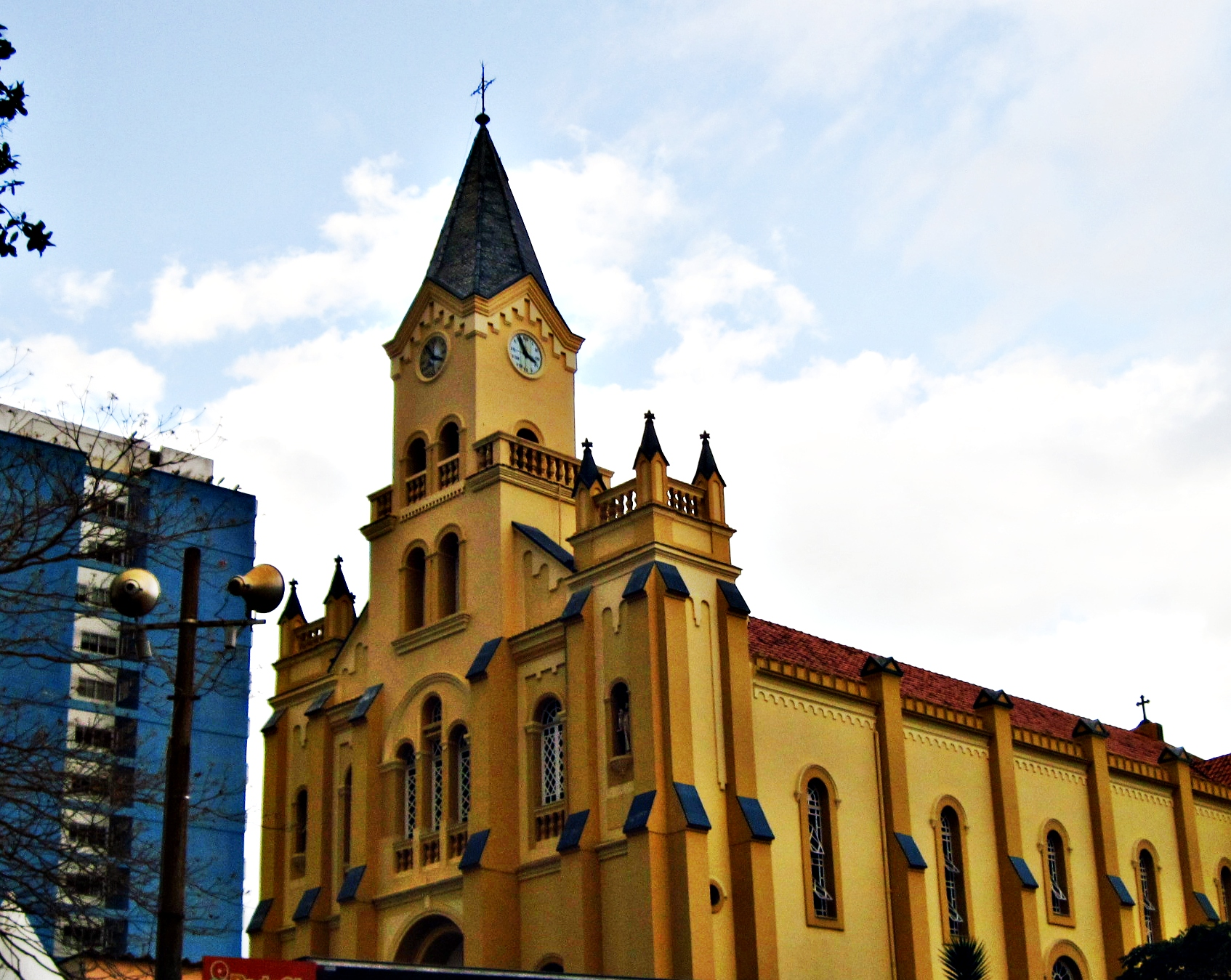
Igreja Matriz de São Lourenço, padroeiro do município.

A colonização da região, iniciou-se no século XVIII, quando o bandeirante taubateano, Pedro Bueno Cacunda, estabeleceu-se em Itapemirim, no litoral da Capitania do Espírito Santo. Nesta época não existiam as atuais divisas, que só foram acertadas em 1800. Dessa forma o Bandeirante invadiu, povoou e explorou ouro, em Castelo, Guandu e Manhuaçu onde relatou em suas 3 cartas ao rei D. João V, suas experiências e explorações, descrevendo uma grande nação denominada "Puris" que assenhorava o Rio Manhuaçu. Acredita-se que a aldeia dos Puris era, onde hoje é a atual cidade de Manhuaçu.[carece de fontes?]
Em movimento semelhante, os primeiros grupos de sertanistas que chegaram às partes dos rios Pomba, Muriaé e Manhuaçu, porteriormente a empreitada de Bueno Cacunda, tinham como objetivo a captura dos povos indígenas para trabalharem como escravizados nas fazendas da capitania do Rio de Janeiro, além de buscas de riquezas minerais e medicinais (como a planta chamada poaia ou ipecacuanha) e, posteriormente, com a intenção de criar fazendas férteis na região.[carece de fontes?]
O povoamento e establecimento na Zona da Mata, onde está Manhuaçu, tem muita relação com os povos indígenas e a produção agrícola. Enquanto as regiões de Ouro Preto, São João del-Rei, Mariana e Congonhas se baseavam na extração mineral, a Zona da Mata se dedicava aos produtos agrícolas, justamente para suprir a demanda dos mineradores.[carece de fontes?]
No início do século XIX, o comércio de poaia se estabeleceu em Manhuaçu, através de Domingos Fernandes Lana que, junto com os povos indígenas, abriu caminhos para diferentes locais da área, recebendo o título de desbravador do Manhuaçu. Alguns anos mais tarde, o guarda-mor Luís Nunes de Carvalho e o alferes José Rodrigues da Siqueira Bueno, vindos de Ponte Nova e Abre Campo (Manhuaçu pertenceu a Ponte Nova até 1877), implantaram as primeiras unidades de exploração agrícola, usando da mão de obra indígena escravizada.[carece de fontes?]
O declínio do ciclo do ouro intensificou o processo de ocupação da Zona da Mata. Em 1830, a pecuária começou a desdobrar-se para o interior do estado e o café foi expandindo-se. Manhuaçu foi influenciado e, já nesse período, adotou o produto como sua principal cultura. A população começou a migrar da região aurífera para as lavouras de café. Entre 1822 e 1880, a região viu seu número de habitantes saltar de 20 para, aproximadamente 100 mil pessoas.[carece de fontes?]
O café já se tornara, em 1830, o principal produto de exportação de Minas Gerais, sendo a Zona da Mata a maior produtora. Diversas fazendas foram surgindo, aumentando desta maneira o número de povoadores, que começaram a trazer suas famílias, criando gado bovino e suíno e iniciando o plantio de café. Em 1846, autorizado pelo curador do município, Antônio Dutra de Carvalho alugou alguns indígenas para a abertura da primeira estrada.[carece de fontes?]
Três foram os fatores decisivos para a rápida expansão cafeeira: a fácil obtenção de terras adequadas ao cultivo; a abundância de pessoas negras escravizadas, dispensadas da mineração; e os altos preços do café no mercado externo. Contudo, o transporte era um grande obstáculo e aumentava os custos do café. A solução do problema veio em pouco tempo. As estradas de ferro Leopoldina Railway e Dom Pedro II alcançaram os centros comerciais da região e a produção começou a ser escoada mais rápida e facilmente.[carece de fontes?]
O café criou uma enorme dependência, inclusive uma ligação maior com o Rio de Janeiro, já que era o caminho da exportação, mas foi ele também que impulsionou o crescimento urbano na segunda metade do século XIX. Nesse período foram elevados a município: Mar de Espanha (1851), Juiz de Fora e Ubá (1853), Leopoldina (1854), Muriaé (1855), Cataguases (1875), Manhuaçu (1877) e Carangola (1878).[carece de fontes?]
Embora tenha adquirido a emancipação política em 5 de novembro de 1877, Manhuaçu só se tornou cidade alguns anos depois. A partir dessa época, foi perdendo uma área territorial que originou mais de 70 municípios da porção leste do estado de Minas Gerais. O primeiro distrito a se emancipar foi Caratinga, em 1890, e os últimos, Reduto e Luisburgo, em 1995. Sua sede inicialmente foi em São Simão (hoje Simonésia) e transferida para a Vila de São Lourenço em 1881.[carece de fontes?]

### República Manhuassu
Em 1896, Manhuaçu já era um dos polos cafeeiros, com grande poder político na Primeira República. Neste ano, a disputa pelo poder local entre dois coronéis, Serafim Tibúrcio da Costa e Frederico Antônio Dolabela, teria provocado consequências negativas na economia. Após perder as eleições de modo considerado fraudulento, o Coronel Serafim Tibúrcio e seu companheiro Coronel Antônio de Miranda Sette pegaram em armas, proclamando a República de Manhuaçu, inclusive emitindo títulos de crédito em nome da Fábrica de Pilação de Café e nomeando autoridades.
A polícia estadual não conseguiu superar os coronéis Tibúrcio e Antônio de Miranda e seus homens. Com o apoio das forças federais, o levante foi derrubado e os revoltosos fugiram pelo vale do Manhuaçu, fundando pequenos povoados como Alegria de Simonésia e até alguns no Estado do Espírito Santo.
Apesar das disputas políticas e das dificuldades, no final do século XIX e início do XX, a população de Manhuaçu já dispunha do jornal O Manhuaçu (criado em 1890), da Estrada de Ferro Leopoldina (1915), da Companhia Força e Luz de Manhuaçu (1918) e do Banco Hipotecário e Agrícola de Minas Gerais (1920). Ainda hoje, vários casarões dessa fase estão de pé e abrigam famílias, empresas e entidades, no trecho antigo da cidade.[carece de fontes?]
Durante o último século, famílias italianas e das comunidades árabes se mudaram para Manhuaçu, ampliando a diversidade iniciada com a vinda de suíços, franceses e alemães, além de povos de origem africana, indígenas e portugueses que já compunham a população local.[carece de fontes?]

### Alteração de grafia
Manhuassú teve sua grafia alterada para Manhuaçu, pela lei nº 336, de 27 de dezembro de 1948.

## Geografia

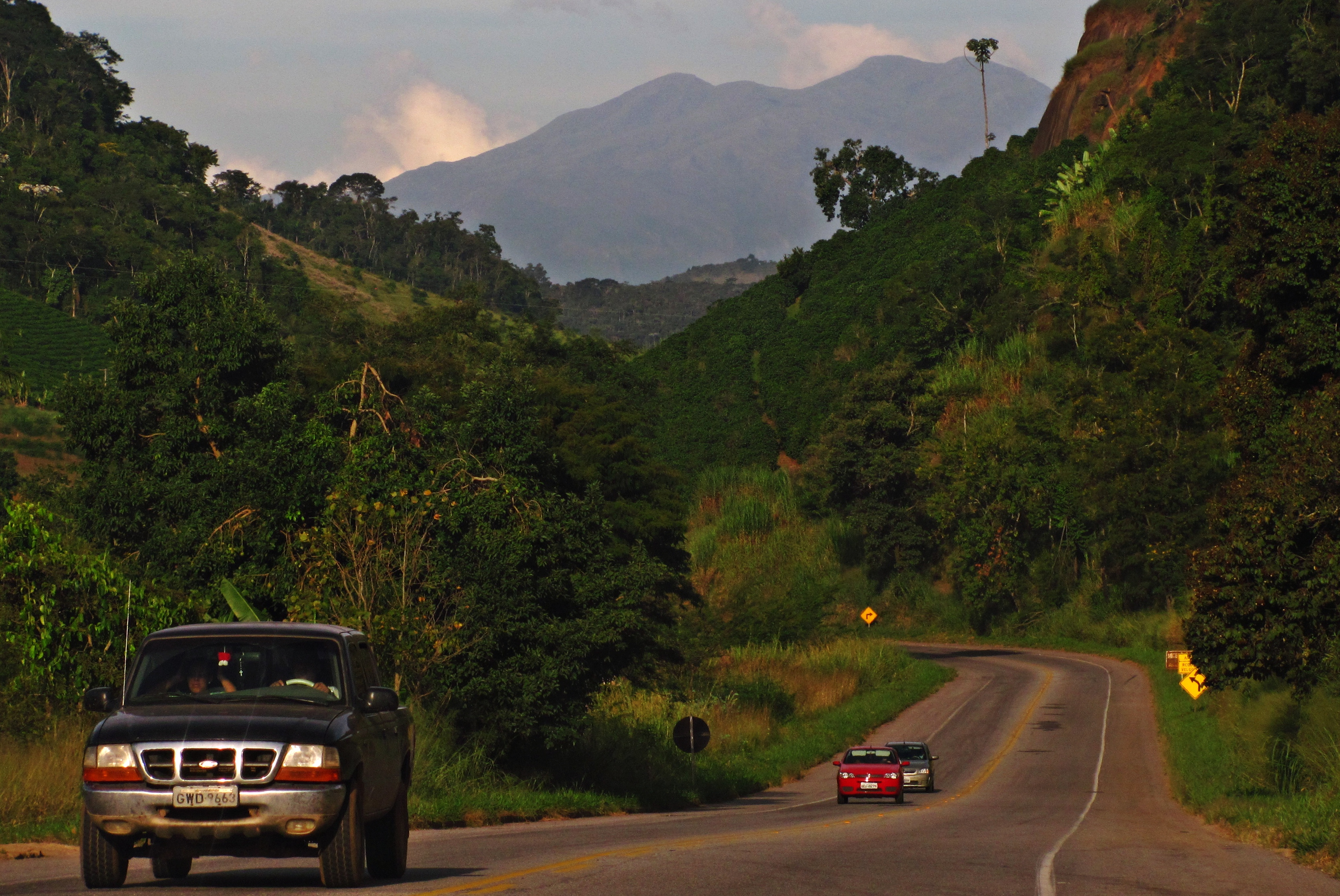
BR-262 em Manhuaçu

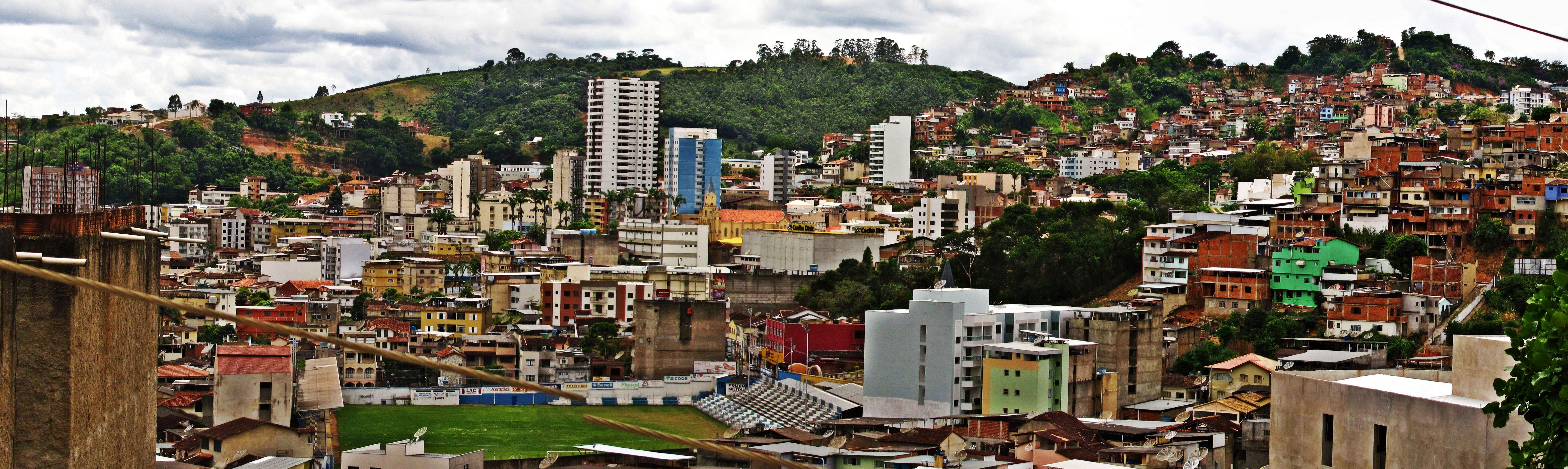
Centro de Manhuaçu visto do bairro de Todos os Santos

De acordo com a divisão regional vigente desde 2017, instituída pelo IBGE, o município pertence à Região Geográfica Intermediária de Juiz de Fora e e à Região Geográfica Imediata de Manhuaçu. Até então, com a vigência das divisões em microrregiões e mesorregiões, fazia parte da microrregião de Manhuaçu, que por sua vez estava incluída na mesorregião da Zona da Mata.
A sede dista 290 km da capital Belo Horizonte.

### Relevo
A altitude da sede é de 635 m, possuindo como ponto culminante a altitude de 1730 m.

### Clima
O clima é tropical de altitude com chuvas durante o verão e temperatura média anual em torno de 21 °C, com variações entre 15 °C (média das mínimas) e 27 °C (média das máximas).
Segundo dados do Instituto Nacional de Meteorologia (INMET) coletados na estação meteorológica automática da cidade, instalada em 24 de setembro de 2010, a menor temperatura registrada foi de 4,3 °C em 6 de julho de 2013, e a maior atingiu 36,4 °C em 7 de outubro de 2020. O menor índice de umidade relativa do ar foi de 14% nos dias 14 de agosto de 2011 e 10 de setembro de 2012. O maior acumulado de precipitação em 24 horas, por sua vez, foi de 106 mm em 2 de dezembro de 2019.

### Hidrografia
O município está inserido na bacia do rio Doce, sendo banhado pelo rio Manhuaçu.

## Subdivisões
O município é constituído pelo distrito-sede e outros oito distritos: Dom Corrêa, Palmeiras do Manhuaçu, Ponte do Silva, Realeza, Santo Amaro de Minas, São Pedro do Avaí, São Sebastião do Sacramento e Vilanova.

## Economia

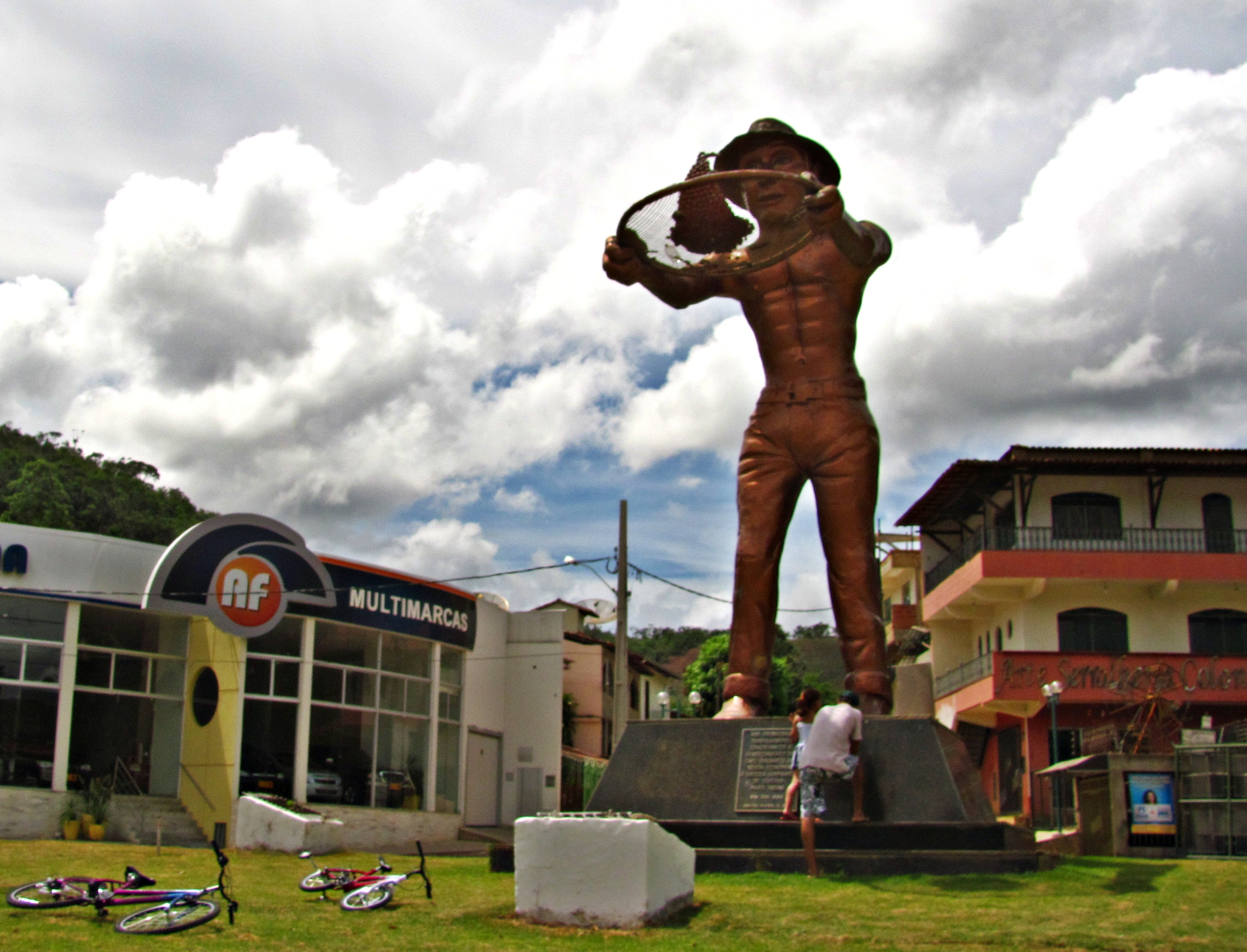
Estátua ao cafeicultor na margem da BR-262 na cidade

O café ainda representa boa parte da renda da cidade, sendo característico da região. Mas, hoje, Manhuaçu conta com uma boa prestação de serviços abrindo espaços para novos elementos no setor de varejo. Isso fez com que grandes redes se instalassem na cidade. Com essas mudanças, em menos de três anos, o comércio local se aprimorou, obrigando pequenas lojas típicas da cidade a investirem maciçamente para atrair os clientes.[carece de fontes?]
O setor de prestação de serviços vem crescendo também junto com essa alta: novas empresas relacionadas com cobrança, marketing, TV, rádio, assim como também telefonia fixa e móvel, se instalaram e hoje operam com ganhos significativos. A cidade tornou-se um pólo comercial e industrial.[carece de fontes?]
O crescimento exponencial da cidade vem permitindo rápidas construções de grandes edifícios, entre 15 a 20 andares, a região central da cidade, concentra uma grande quantidade de comércio e bancos, fazendo com que nessa região circule milhares de pessoas diariamente. Com todo esse crescimento, não planejada em seu início, a região tem hoje um fluxo de carros surpreendente, que engarrafam o trânsito diariamente, com milhares de veículos nas ruas.[carece de fontes?]

### Turismo
O município integra o circuito turístico do Pico da Bandeira.